# Calceolaria perfoliata x calycina
Calceolaria perfoliata x calycina là một loài thực vật có hoa trong họ Calceolariaceae. Loài này được Post & Kuntze mô tả khoa học đầu tiên năm 1984.